# DISC (психологія)
DISC - 4-секторна поведінкова модель для дослідження поведінки людей в оточуючому їх середовищі або в певній ситуації. DISC розглядає стилі поведінки і переваги в поведінці. При цьому DISC не оцінює розумові здібності людини (IQ), емоційний інтелект (EQ), не є інструментом виявлення цінностей людини, не оцінює освіту, здібності і досвід .

## Історія

### 444 рік до н. е. -Емпедокл
Емпедокл був засновником школи медицини на Сицилії. Він стверджував, що всі речі в світі, в тому числі і людина, складаються з чотирьох елементів (стихій): вогню, землі, води і повітря. Ці чотири елементи, на його думку, мають безліч виразів, як, наприклад, художники можуть створити безліч відтінків за допомогою лише чотирьох фарб.

### 400 рік до н. е. -Гіппократ
Гіппократ помітив, що клімат і рельєф мають вплив на людину. Він визначив чотири типи клімату і розподілив поведінку і зовнішність по кожному з них, навіть припустивши, хто кого зможе перемогти в битві, ґрунтуючись на тому, в яких умовах вони виросли. Гіппократ вважав, що клімат і рельєф впливає на поведінку і зовнішність.
1. Гірська країна. Суворі умови життя. Гірська пересічена місцевість з хорошим рівнем опадів. Пори року сильно відрізняються один від одного.  'Люди' : Люті і нещадні по натурі. Різна статура. Войовничі.
2. Низина, заливні теплі луки, теплі вітри превалюють над холодними, погано продуваються. Пори року мало відрізняються.  'Люди' : Невисокий зріст. Статура не дуже пропорційна, широка і повнокровна. Чорне волосся. Не дуже мужні. Більш дратівливі, ніж флегматичні. Емоційні. Не люблять багато працювати. Швидко закипають.
3. Високогір'я. Велика кількість опадів і вітру.  'Люди' : Високий зріст, як на підбір, м'які і не мужоподібні.
4. Бідні ґрунти, мала кількість води. Величезна різниця в порах року. Простори. Видуваючі вітри і випалююче сонце.  'Люди' : Суворі. Добре складені. Блондини. Норовливі.

Гіппократ продовжував розвивати свої ідеї. Визначивши чотири типи клімату і рельєфу, їх вплив на поведінку, він визначив чотири типи  темпераменту (сангвініки, меланхоліки, холерики і флегматики) і пов'язав їх з чотирма тілесними рідинами (кров, чорна жовч, жовч і флегма).
- Холерики: люди цього типу найбільше схильні до впливу жовтої жовчі (холі), яка надає їм перевагу і владність. Як правило, холерики заявляють своє право на лідерство і, якщо не домагаються бажаного, стають запальними і легко виходять з себе.
- Сангвініки: у таких людей переважає кров (Сангва). Гіппократ характеризує їх як люди галасливі, оптимістичні, життєрадісні, завжди повні енергії і володіють особливою особистою чарівністю (харизма).
- Флегматики: на темперамент цих людей впливає слиз (флегма). Ця рідина має заспокійливий ефект. Флегматики - миролюбні, врівноважені люди, не схильні проявляти активність. Вони уникають конфліктних ситуацій, підкоряючись бажанням оточуючих.
- Меланхоліки: Гіппократ вважав, що на глибину інтелекту цих людей впливає чорна жовч (меланхолія). Меланхоліки часто схильні до депресії, особливо в тих випадках, коли їх життя перестає бути упорядкованим і добре організованим.

### 130-200 рік до н. е. -Гален
Гален з Риму говорив про чотири тілесні рідини і їх вплив на поведінку і темперамент. Цими рідинами були: кров, жовта жовч, чорна жовч і флегма. Він також стверджував, що наші тіла взаємодіють з теплом, холодом, сухістю і вологою.

### 1921 рік -Карл Юнг
У 1921 р. Юнг опублікував в Німеччині роботу «Психологічні типи особистості». Він визначив чотири «типи». Ці чотири типи були, перш за все, орієнтовані на чотири психологічні функції: мислення, почуття, відчування і інтуїція. Потім ця четвірка була далі розбита на два виміри, які Карл Юнг називав «лібідо» або «енергія». Ці два виміри є «екстравертованими» і «інтровертованими». Карл Юнг вважав, що екстравертовані та інтровертовані типи укладали в собі ті інші чотири функції. Багато сучасних типологічних моделей ґрунтуються на цих восьми типах, розроблених Карлом Густавом Юнгом.

### 1928 рік -Вільям Марстон
Вільям Марстон, винахідник детектора брехні, в 1928 р. опублікував книгу «Емоції нормальних людей» . Він розглядав поведінку людей за двома напрямками - схильності бути активними або пасивними залежно від свого сприйняття навколишнього середовища як антагоністичного або сприятливого. Доктор Марстон вважав, що люди прагнуть себе пізнати, що в своїй основі відповідає одному з чотирьох чинників. Тому використання теорії Марстона дає можливість застосовувати велику силу наукового спостереження і залишатися в об'єктивних і описових рамках замість суб'єктивного і оціночного підходу. Марстон не винайшов систему вимірювання поведінки DISC, також як і не передбачив потенціалу для застосування своєї роботи. Але не можна применшити його внесок в класифікацію людської поведінки по чотирьом чітким категоріям вимірювань і використання його інструментарію для вимірювання інтенсивності їх прояву з метою передбачення поведінки людини. Помістивши осі цих вимірювань в необхідному порядку, ми отримуємо чотири квадранта, кожен з яких окреслює поведінковий малюнок.

### 1950-ті роки -Вальтер Кларк
Вальтер Кларк був першою людиною, що сконструювала психологічний інструмент вимірювання, який був заснований на теорії Марстона. Він назвав його «Аналіз векторів активностей». Деякі з послідовників Кларка, покинувши згодом його компанію, провели доопрацювання «опитувальника з визначальних форм» («ajective check-list forms») 

### 1984 рік -Білл Дж. Боннстеттер
Білл Дж. Боннстеттер, засновник компанії, першим розробив і представив  'комп'ютерну'  програму, що дозволяє формувати персоналізовані звіти, для виявлення основних поведінкових особливостей на основі моделі DISC .

## Метод
При оцінці поведінки людини виділяють чотири аспекти, які говорять про переваги людини в асоціаціях слів. Всі вони зашифровані в назві моделі - DISC :
- D — (Dominance)   'Домінування' : як людина реагує на проблеми і виклики?
- I — (Influence)   'Вплив' : як людина взаємодіє, впливає на оточуючих?
- S — (Steadiness)  'Сталість' : як людина реагує на зміни?
- С — (Compliance)  'Відповідність' : як людина дотримується правил?

Помістивши осі цих вимірювань в необхідному порядку, ми отримуємо чотири квадранта, де D і I зверху, а S і C знизу, кожен з яких окреслює поведінковий малюнок.
Залежно від вираженості цих чотирьох чинників, можливі різні комбінації, що описують стиль поведінки людини.

## Типи людей
У кожного типу є свої переваги і слабкі сторони. Усвідомлення їх допомагає людям розкрити свої таланти і встановити конструктивні ділові взаємини. Належність до різних поведінкових типів може також бути причиною непорозуміння і конфліктів.

### Тип D - Панівні
- Люди, що мають більше значення фактора 'D', воліють діяти й ухвалювати рішення. Вони мають швидку реакцію та концентруються на найбільш важливих і термінових проблемах. Люди типу 'D' описуються такими словами як вимогливий, дієвий, егоцентричний, сильно бажаючий, рухливий, певний, честолюбний, агресивний і керівний.

### Тип I - Впливові
- Люди з високим 'I' життєрадісні і сповнені оптимізму. Вони люблять знайомитися з новими людьми, до будь-якої справи підходять творчо. У ході бесіди можуть перескакувати з одного предмета на інший без видимого логічного зв'язку, справляючи враження поверхневих. Вони описані словами: переконливі, магнітні, політичні, захоплені, теплі, демонстративні, довірливі, оптимістичні.

### Тип S - Постійні
- Люди з високим 'S' відчувають потребу в надійності, стабільності і не люблять різкі зміни. При цьому вони приділяють велику увагу відносинам між людьми, проявляючи до інших такт, увагу і сердечність. Люди з високим 'S' є спокійними, м'якими, терплячими, притягуючими, передбачуваними, навмисними, стійкими, послідовними і мають тенденцію до неупередженості.

### Тип С - Відповідні
- Люди з високим 'С' дотримуються правил та інструкцій. Вони ретельно аналізують кожну деталь, перш ніж ухвалити рішення. Часто такі люди не прагнуть до особистого контакту, тому можуть справляти враження не емоційних та холодних. Люди з високим 'С' описуються словами: обережні, вимогливі, систематизуючі, охайні, дипломатичні, точні, тактовні.